# Alfréd wessexi király

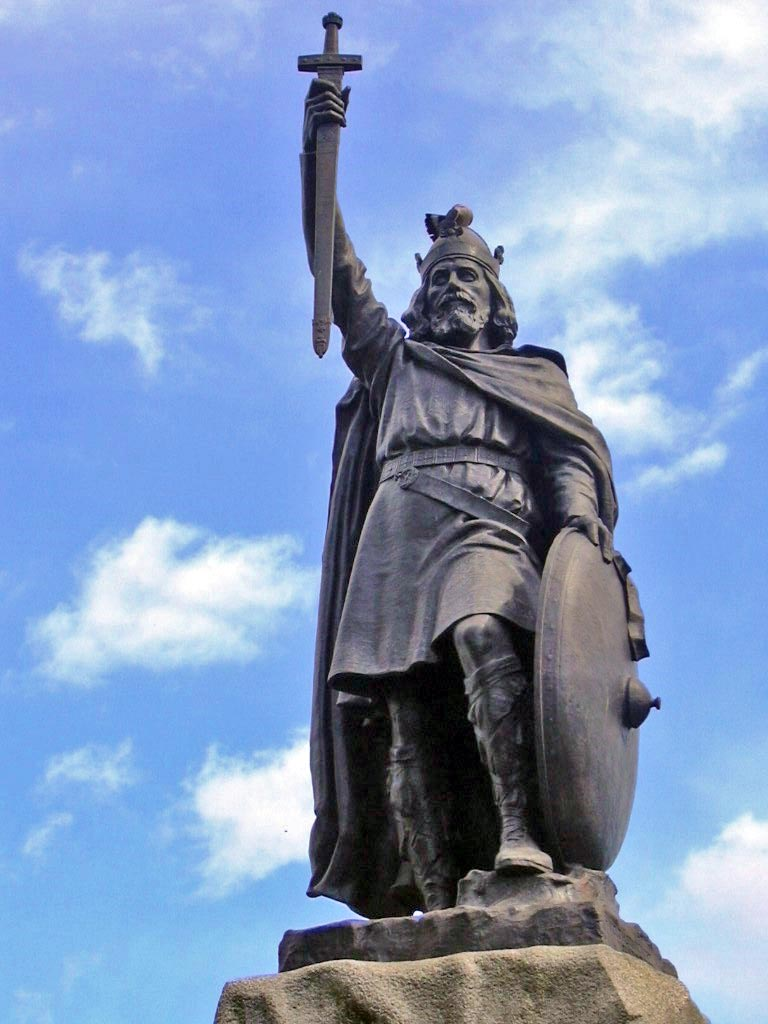
Nagy Alfréd szobra Winchesterben

Nagy Alfréd (angolszászul: Ælfrēd), (849 – 899. október 26.) Wessex déli angolszász királyságának legnagyobb uralkodója 871-től 899-ig.
Nagy Alfrédban találhatta meg az angolszász nép azt a királyt, akire a 9. század viharos időiben szüksége volt. Alfréd a középkor történelmének egyik legvonzóbb alakja. Hatalmas alkotások nem jellemzik uralkodását, e szempontból nem vethető össze a történelem lángeszű nagy alakjaival. Mozgástere nagyon is szűk volt, de minden tettéből erkölcsi nagyság sugárzik. Az első, a szó igaz értelmében vett keresztény király, aki mindig „méltóan akart élni”. Életét népe javának szentelte, mint hazájának felszabadítója és a nép anyagi jólétének, műveltségének gyarapítója. A „Nagy” előnévvel az utókor ruházta fel. Uralkodásának közel harminc éve az angolszász nép történetének fénykora.

## Uralkodása
Nehéz pillanatban ült trónra. Csak a Temzétől délre elterülő területet menthette meg. A dánok elpusztították Merciát (és behódoltatták ezt a tartományt is, mint korábban Northumberlandot és Kelet-Angliát), de Alfréd kétségbeesett ellenállásra készült. Egy hevenyében felszerelt hajóhaddal legyőzte a dán flottát, és amikor 876-ban a dánok a walesi gallokkal egyesülve ismét előrenyomultak, Alfréd nemcsak visszaverte őket, de visszafoglalta Exetert. A dánok megesküdtek, hogy elhagyják Wessexet, és visszavonultak Glocesterbe. Ahogy azonban Alfréd elbocsátotta hadseregét, az otthonról érkezett, zsákmányra vágyó csapatokkal megerősödött dánok 878 telén rabolva és pusztítva betörtek országába. Ez a váratlan támadás egy pillanatra minden ellenállást elfojtott. „Sokan elszaladtak – mondja az angolszász krónika – a többiek meghódoltak Alfréd király kivételével, ki csekély kíséretével az erdők és mocsarak közé vonult vissza.” Hónapokig bujdosott a király, éhséggel és ellenséggel küzdve, mialatt a dánok csekély kivétellel az egész országot behódoltatták. Ez az az időpont, amellyel a hagyomány később előszeretettel foglalkozott, és amelyben a király vonzó alakját annyi szép mondával vette körül. A tavasz kezdetén Alfréd Athelney-ben erősséget épített, és innen figyelte az ellenség minden mozdulatát. Maga köré gyűjtötte az angolszászokat, majd az Edington mellett vívott nagy ütközetben legyőzte a dánokat, és negyvennégy napi ostrom után megerősített táborukat is elfoglalta. Guthrum dán király felvette a kereszténységet, és megesküdött, hogy népével békében fog élni Kelet-Angliában.
Ez a wedmorei béke (878) Angliát egy északi dán és egy déli angolszász részre osztotta. Alfréd csak a wessexi királyság, London és környéke fölött uralkodott. A régi kis királyságok közül Kent és Sussex a wedmorei béke után szorosan csatlakozott Wessexhez, míg Merciának nyugati, a dánoktól visszahódított részeit Alfréd mint határgrófságot az északi támadások visszaverésére leánya, Ethelflednek vitéz férjére, Ethelredre ruházta. Mercia nagyobbik, keleti fele, Kelet-Anglia és egész Northumberland Danelagh (Danelaw) néven dán terület maradt.
A béke helyreállítása után Alfréd minden gondját népe jólétének emelésére fordította. Mindent elkövetett, hogy az országot megerősítse, és a dán pusztítások nyomait elenyésztesse. A határokon számos új erősséget építtetett a dánok és gallok ellen, és az általános hadkötelezettség alapján szervezte a seregét. Ez a nemzeti hadsereg két részre osztva részben aktív szolgálatot teljesített, részben a várakat őrizte, az újonnan alkotott hajóhad pedig a partokat védelmezte. A régi angolszász törvényeket összegyűjtötte és kijavította, a király igazságszolgáltató hatalmát az egész országban érvényre emelte. Szigorúan fenntartotta a belső békét: a magánbosszú jogát eltörölte, a törvények legcsekélyebb megsértését a király megsértésének minősítette és szigorúan büntette. Egy angol történetíró szerint jó kormányzatának titka rendkívüli erélye volt. Mindenekfölött gyakorlati ember volt, szorgalmas és mindenben részletekbe hatoló. A kormányzás gondjai mellett talált időt arra is, hogy az idegenekkel és tudósokkal társalogjon – költeményeket tanult, szövegeket fordított, épületeket tervezett, sőt, útmutatásokat adott ötvöseinek, solymárainak stb. is. Táblácskákat hordott magával, és ezekre jegyezte mindazt, ami érdeklődését felkeltette. Idejét pontosan beosztotta, és magánéletének szigorú rendje jellemezte kormányzását is.

## A tudományok védnöke
Mint egy másik nagy germán fejedelemnek, Alfrédnek is hervadhatatlan dicsősége a tudományok szeretete, és azon nemes törekvés, hogy népe műveltségét magasabb fokra emelje. Mint egykor Nagy Károly, ő is tudósokkal vette magát körül, és a külföldről behívott tudósokat a legmagasabb egyházi méltóságokra emelte. Azt akarta – mondja ő maga – „hogy országában a szabad emberek fiai, kiknek módjuk volt hozzá, kényszeríttessenek mindaddig tanulni, míg az angol írást tökéletesen tudják olvasni; azután pedig azok, kik a tanításnak és az isteni szolgálatnak szentelik életüket, a latin nyelvben kapjanak oktatást”. Ő maga személyesen is fáradozott azon, hogy azon ismereteket, melyeket eddig csak a papság szerezhetett meg, a nép számára is hozzáférhetővé tegye. Lefordította angol nyelvre Boethiust, Orosiust, s ennek Beda Venerabilis által írt folytatását, saját nemzetének történetét. E műveket nemcsak lefordította, hanem megmagyarázni is igyekezett. Emellett nem feledkezett meg a régi angolszász dalok és mondák összegyűjtéséről sem, és ösztönözte az „angol krónika” néven ismert legrégibb angolszász krónika összeállítását.
Ezt az áldásos működését még egyszer félbe kellett szakítania, hogy hazája régi ellenségeivel ismét megmérkőzzék. Egy évtizedig tartott szünet után az észak fiainak kivándorlása újra kezdetét vette, és a főáramlat Anglia termékeny déli partvidékei felé irányult. Éppen ebben a korban, a 10. század végén kezdtek megalakulni a skandináv államok, a dán, norvég és svéd királyságok; és az erős központi hatalmat tűrni nem akaró skandináv főnökök a tengereken túl igyekeztek új, szabad hazát alapítani. Miután a keleti frank birodalomban Arnulf erős keze határt szabott a kalózok pusztításainak, a normann harcosok nagy tömege 892-ben egy Hastings nevű főnök vezetése alatt Anglia ellen fordult. Három évig tartó nehéz küzdelem után Alfréd kiszorította a dánokat, s szövetségeseiket, a gall fejedelmeket is békére kényszerítette. Az intézkedések, melyeket országa védelmére a béke éveiben tett, a veszély pillanatában fényesen beváltak, és mikor 899-ben meghalt, az angolszász nemzet méltán siratta benne legnagyobb és legnemesebb uralkodóját.

## Gyermekei
Felesége, Ethelswitha (852 – 905. december 5./8.) hat gyermeket szült neki:
- Edmund[3] (870 – 899 előtt)
- I. Eduárd[3] (871 – 924. július 17.)
- Ethelfleda[3] (872? – 918. június 12.)
- Elfrida[3] (877 – 929. június 7.)
- Ethelweard[3] (880 k. – 920. október 26.)
- Ethelgiva[3] (888 előtt – 896)

## Korabeli életrajza magyar nyelven
- Asser: Alfred angolszász király története Asser, Attraktor Könyvkiadó Kft., 2014, ISBN 9786155257520, 122 p

| Előző uralkodó: I. Æthelred | Wessex királya 871 – 899 | Következő uralkodó: I. Eadweard |

| Előző uralkodó: I. Æthelred | Essex királya 871 – 899 | Következő uralkodó: I. Eadweard |

| Előző uralkodó: I. Æthelred | Kent királya 871 – 899 | Következő uralkodó: I. Eadweard |

| Előző uralkodó: I. Æthelred | Sussex királya 871 – 899 | Következő uralkodó: I. Eadweard |